# Emil Buus Thomsen
Emil Buus Thomsen  – duński brydżysta.

## Wyniki brydżowe

### Zawody światowe
W światowych zawodach zdobył następujące lokaty:
| Mistrzostwa Świata. Konkurencja teamów | Mistrzostwa Świata. Konkurencja teamów | Mistrzostwa Świata. Konkurencja teamów    | Mistrzostwa Świata. Konkurencja teamów | Mistrzostwa Świata. Konkurencja teamów | Mistrzostwa Świata. Konkurencja teamów |
| Rok                                    | Miejsce                                | Zawody                                    | Kategoria                              | Drużyna                                | Pozycja                                |
| -------------------------------------- | -------------------------------------- | ----------------------------------------- | -------------------------------------- | -------------------------------------- | -------------------------------------- |
| 2014                                   | Stambuł                                | 15. Młodzieżowe Mistrzostwa Świata Teamów | Juniorzy                               | Denmark                                | 16                                     |

### Zawody europejskie
W europejskich zawodach zdobył następujące lokaty:
| Zawody europejskie. Konkurencja teamów | Zawody europejskie. Konkurencja teamów | Zawody europejskie. Konkurencja teamów    | Zawody europejskie. Konkurencja teamów | Zawody europejskie. Konkurencja teamów | Zawody europejskie. Konkurencja teamów |
| Rok                                    | Miejsce                                | Zawody                                    | Kategoria                              | Drużyna                                | Pozycja                                |
| -------------------------------------- | -------------------------------------- | ----------------------------------------- | -------------------------------------- | -------------------------------------- | -------------------------------------- |
| 2013                                   | Wrocław                                | 24. Młodzieżowe Mistrzostwa Europy Teamów | Młodzież Szkolna                       | Denmark                                | 7                                      |
| 2013                                   | Ostenda                                | 6. Otwarte Mistrzostwa Europy             | Open                                   | Den U20                                | 118                                    |
| 2011                                   | Albena                                 | 23. Młodzieżowe Mistrzostwa Europy Teamów | Młodzież Szkolna                       | Denmark                                | 10                                     |

| Zawody europejskie. Konkurencja par | Zawody europejskie. Konkurencja par | Zawody europejskie. Konkurencja par                      | Zawody europejskie. Konkurencja par | Zawody europejskie. Konkurencja par | Zawody europejskie. Konkurencja par |
| Rok                                 | Miejsce                             | Zawody                                                   | Kategoria                           | Partner                             | Pozycja                             |
| ----------------------------------- | ----------------------------------- | -------------------------------------------------------- | ----------------------------------- | ----------------------------------- | ----------------------------------- |
| 2014                                | Burghausen                          | 12. Młodzieżowe Mistrzostwa Europy Par                   | Juniorzy                            | Signe Buus Thomsen                  | 32                                  |
| 2014                                | Burghausen                          | 12. Młodzieżowe Mistrzostwa Europy Par Puchar prezydenta | Juniorzy                            | Erika Rodin                         | 24                                  |
| 2014                                | Burghausen                          | 12. Młodzieżowe Mistrzostwa Europy Par                   | Miksty Młodzieżowe                  | Signe Buus Thomsen                  | 3                                   |
| 2013                                | Ostenda                             | 6. Otwarte Mistrzostwa Europy                            | Open                                | Frederik Skovly                     | 230                                 |
| 2012                                | Vejle                               | 11. Młodzieżowe Mistrzostwa Europy Par Puchar prezydenta | Juniorzy                            | Niclas Raulund Ege                  | 52                                  |
| 2012                                | Vejle                               | 11. Młodzieżowe Mistrzostwa Europy Par                   | Młodzież Szkolna                    | Frederik Skovly                     | 30                                  |

## Klasyfikacja
- Emil Buus Thomsen – klasyfikacja WBF (ang.)
- Emil Buus Thomsen – klasyfikacja EBL (ang.)